# Filiz Demirel

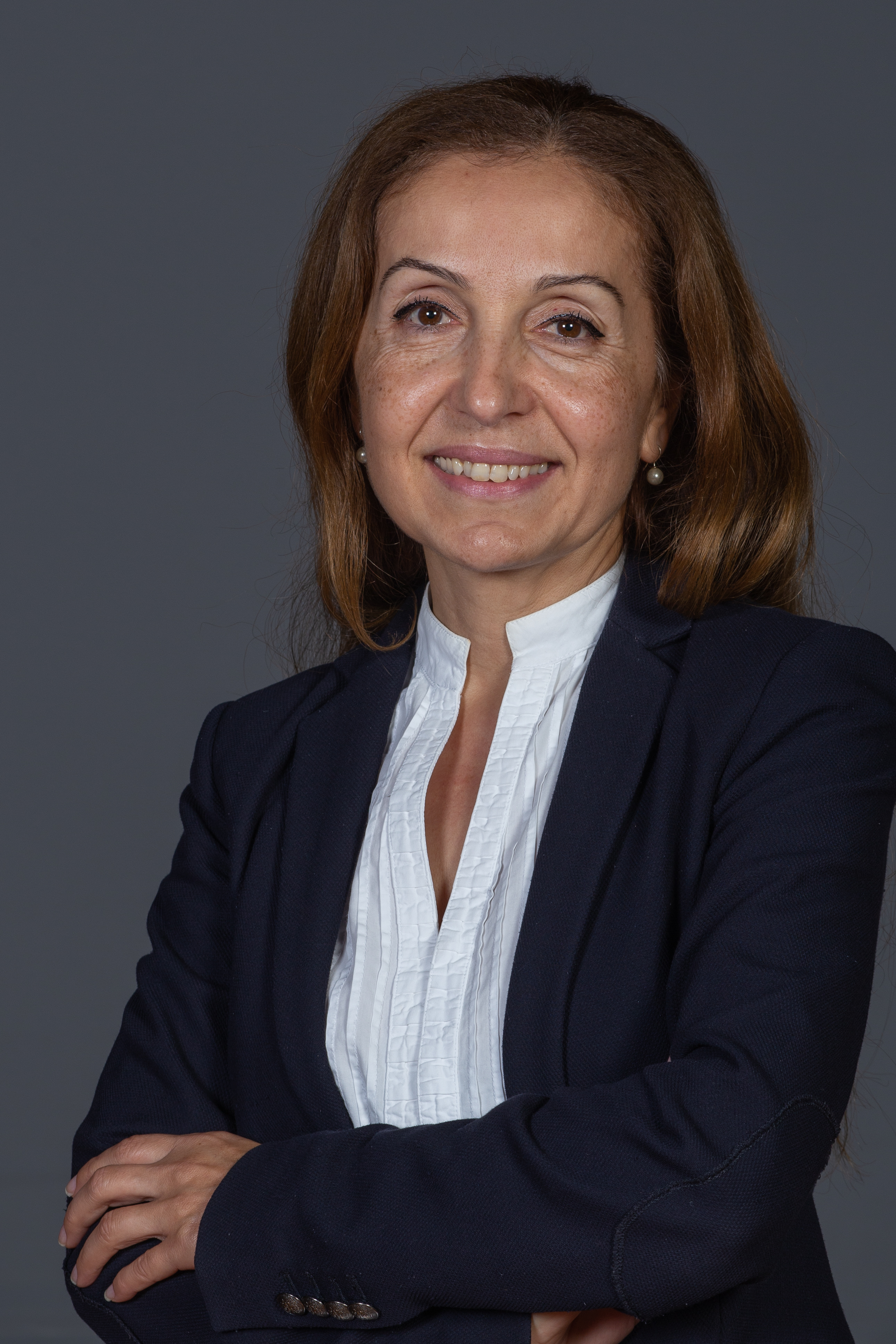
Filiz Demirel (2018)

Filiz Hatice Demirel (* 15. August 1964 in Düzce, eigentlich Phyliss Demirel) ist eine deutsch-türkische Politikerin der Partei Bündnis 90/Die Grünen Hamburg und Mitglied der Hamburgischen Bürgerschaft.

## Berufliches und Privates
Demirel wurde in der Türkei geboren und studierte dort Volks- und Betriebswirtschaftslehre. 1990 kam sie nach Deutschland. Von 2007 bis 2009 war sie als Projektentwicklerin für den Verein Unternehmer ohne Grenzen tätig und von 2009 bis 2013 war sie Geschäftsführerin des Vereins Qualitäts-Döner Hamburg.

## Politische Karriere
Über die Grüne Hochschulgruppe kam sie 1994 zur GAL, dem Landesverband der Grünen in Hamburg. Von 1997 bis 2001 arbeitete sie im Bereich Integration und Innenpolitik als wissenschaftliche Mitarbeiterin für die GAL-Bürgerschaftsfraktion und von 2004 bis 2007 war sie Geschäftsführerin der GAL-Fraktion in Altona. Von März 2004 bis Februar 2011 war Demirel Abgeordnete in der Bezirksversammlung Altona und dort in den Bereichen Integration, Wirtschaft sowie Arbeit und Soziales aktiv.
Bei der Bürgerschaftswahl in Hamburg 2011 trat sie im Wahlkreis Blankenese für die GAL an und schaffte, auf Platz 1 der Wahlkreisliste stehend, mit 2,9 Prozent der Stimmen den direkten Einzug in das Parlament. Damit ist sie seit dem 7. März 2011 Mitglied der Hamburgischen Bürgerschaft. In der Fraktion ist sie Fachsprecherin für Migration, Antidiskriminierung und Religion.
Bei der Bürgerschaftswahl 2015 errang Demirel ein Direktmandat in ihrem Wahlkreis in den Hamburger Elbvororten und war somit Mitglied der 21. Hamburgischen Bürgerschaft. In der Grünen Bürgerschaftsfraktion war sie als Sprecherin für Migration und Antidiskriminierung tätig.
Am 23. Februar 2020 konnte Filiz Demirel ihr Wahlkreismandat im Wahlkreis 4 Blankenese erfolgreich verteidigen. In der 22. Legislaturperiode ist sie Sprecherin für Arbeitsmarkt, Migration und Antidiskriminierung der Grünen Bürgerschaftsfraktion. Außerdem ist sie Vorsitzende des Ausschusses für Gleichstellung und Antidiskriminierung.